# Richard Akinjide
Chefe Osuolale Abimbola Richard Akinjide, SAN (Ibadã, 4 de novembro de 1930 – Ibadã, 21 de abril de 2020) foi um advogado e político nigeriano. Nasceu em Ibadã, Região Oeste. Trabalhou com o primeiro-ministro Tafawa Balewa e o presidente Shehu Shagari. De 1979 a 1983, Akinjide foi Ministro da Justiça.
Akinjide morreu em 21 de abril de 2020 em Ibadã, aos 89 anos.